# Ostfriesiskt te

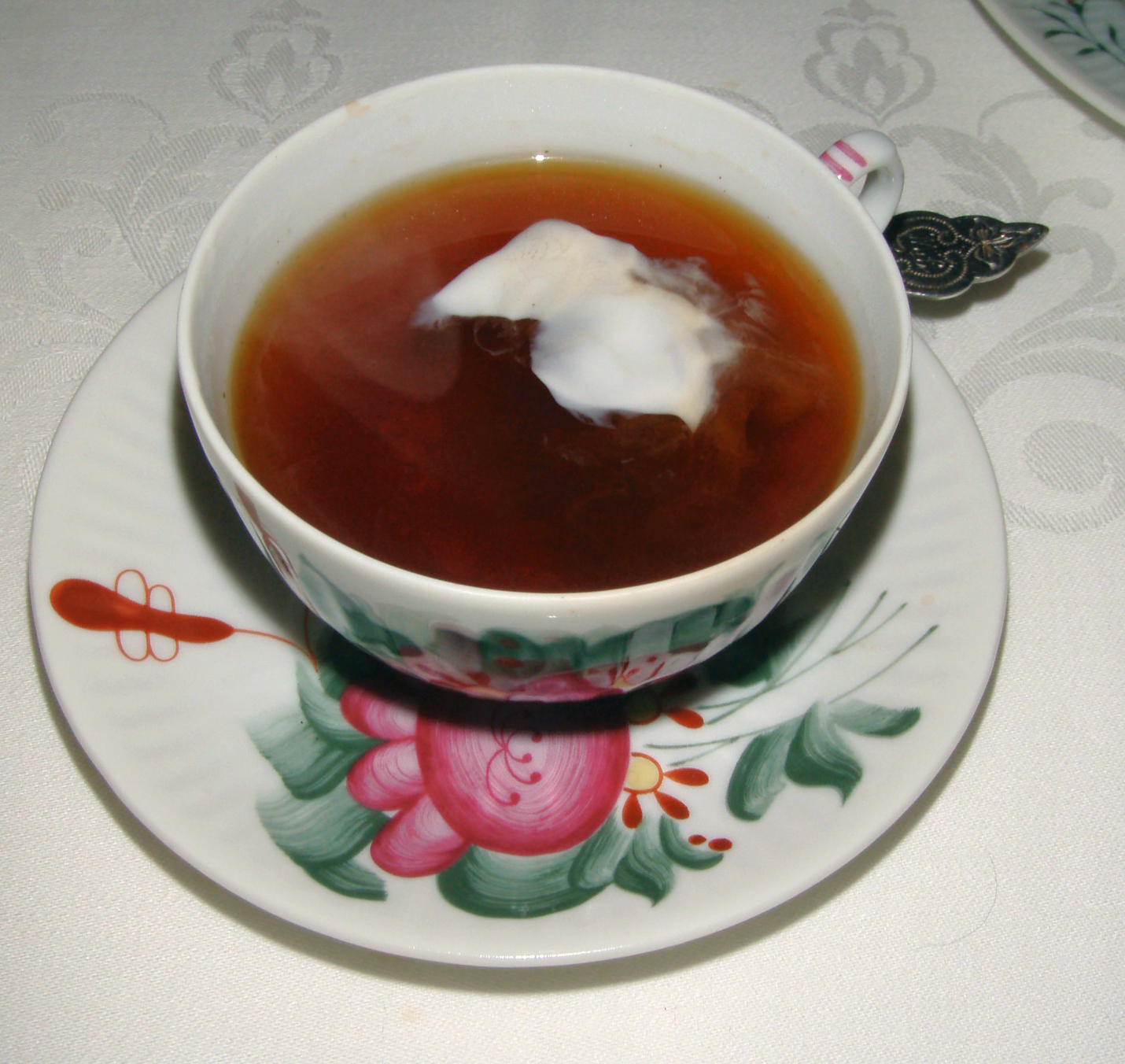
Ostfriesiskt te med grädde i traditionell tekopp

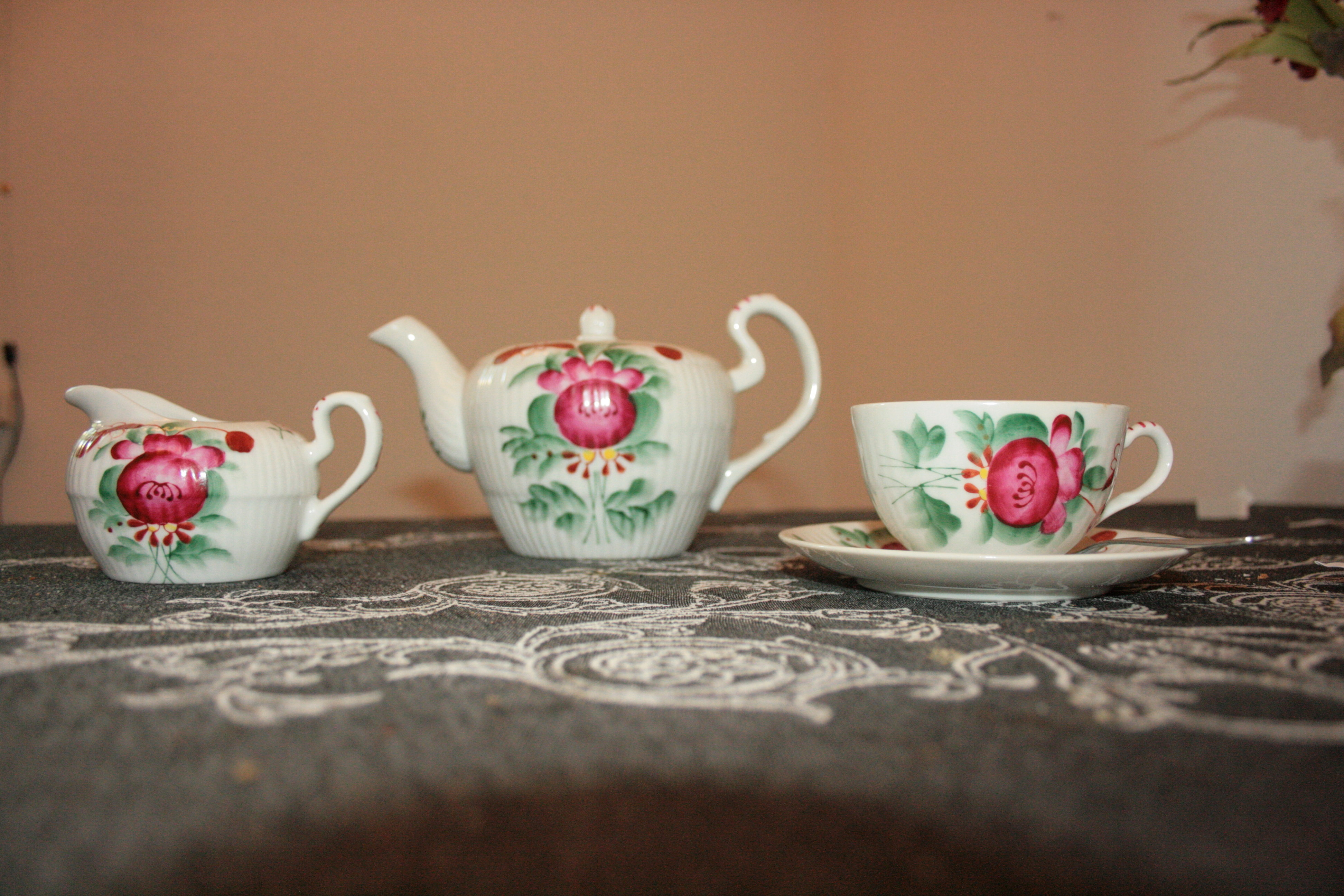
Ostfriesisk teservis Rood Dresmer

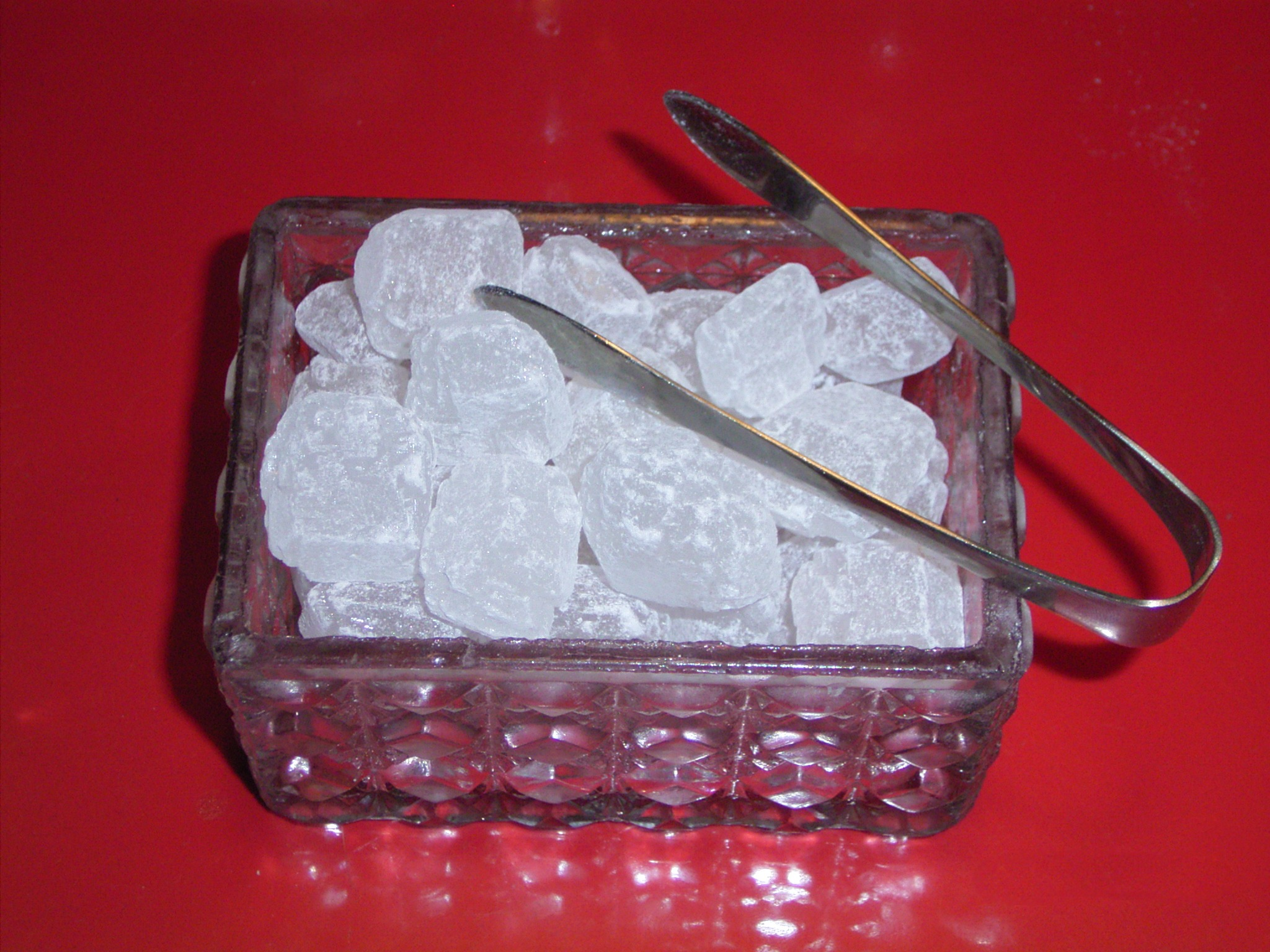
Kandisocker (kluntje)

Ostfriesiskt te (Ostfriesentee) är en särskild teblandning som framställs i det historiska landskapet Ostfriesland i nordvästra Tyskland. 

## Teblandningen
Teblandningen är mörk och kraftig. Den består av tio sorter svart te, framför allt tesorter från Assam. Dessutom ingår te från Ceylon och Afrika liksom sorter från Java, Sumatra och Darjeeling. 
I Ostfriesland finns tre stora tehandelsfirmor (Bünting, Thiele och Onno Behrends) som saluför olika varianter av ostfriesiskt te. I Tyskland får endast te som har blandats i Ostfriesland saluföras som Ostfriesentee. Övriga kallas ostfriesisk blandning (ostfriesische Mischung).

## Historia
Te började drickas i Ostfriesland på 1600-talet och i början av 1700-talet var handeln med te utbredd. Under 1700-talet blev bruket att dricka te allmänt utbrett i Ostfriesland och 1778 försökte Preussens kung Fredrik den store att minska tekonsumtionen genom olika lagar. På grund av folkligt missnöje avskaffades dessa lagar två år senare. Även i samband med Napoleonkrigen och senare de båda världskrigen var det svårt för ostfriserna att få tag på te. 

## Ostfriesisk tekultur
Te är den ostfriesiska nationaldrycken. Percapitakonsumtionen uppgår till 288 liter te per år. 
Den ostfriesiska tekulturen har utvecklats under årens lopp. Den så kallade tetiden (Teetied) räknas som en viktig del av den ostfriesiska kulturen. Te erbjuds alltid gäster, oavsett när på dygnet de kommer. 
Det ostfriesiska teet dricks traditionellt ur särskilda tekoppar. Dessa tekoppar är små och gjorda av mycket tunt porslin. Innan teet hälls upp i kopparna läggs en stor bit kandisocker i koppen (kluntje). När teet har hällts upp läggs försiktigt grädde på teet med hjälp av en särskild gräddsked (Rohmlepel) så att den bildar ett moln (’n Wulkje Rohm). Traditionellt dricks teet utan att röra om med en sked, varför kandisockret räcker för flera koppar. Traditionellt dricks minst tre koppar när det är tetid, det vill säga runt klockan 11 på förmiddagen och klockan 15 på eftermiddagen.   
I den ostfriesiska staden Norden finns ett särskilt temuseum.